# Biotecnologia

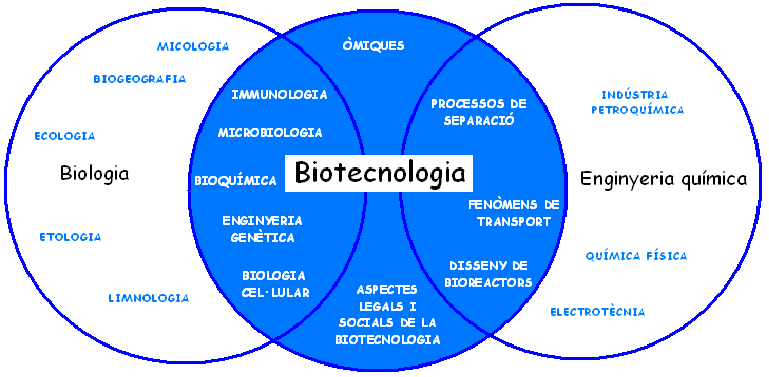
Àrea de coneixement dels biotecnòlegs

La biotecnologia és el conjunt de tecnologies que adapta els mecanismes metabòlics dels éssers vius o parts dels éssers vius per tal d'obtenir-ne béns i serveis. La zona d'estudi està entre la biologia, la bioquímica i l'enginyeria química i té a més gran repercussió en la farmàcia, medicina, microbiologia, la ciència dels aliments i l'agricultura, entre altres camps. El coneixement de què disposen els biotecnòlegs, que fa de lligam entre la biologia i l'enginyeria química, els permet d'optimitzar i dur a gran escala la síntesi de productes que afecten tots aquests camps citats.

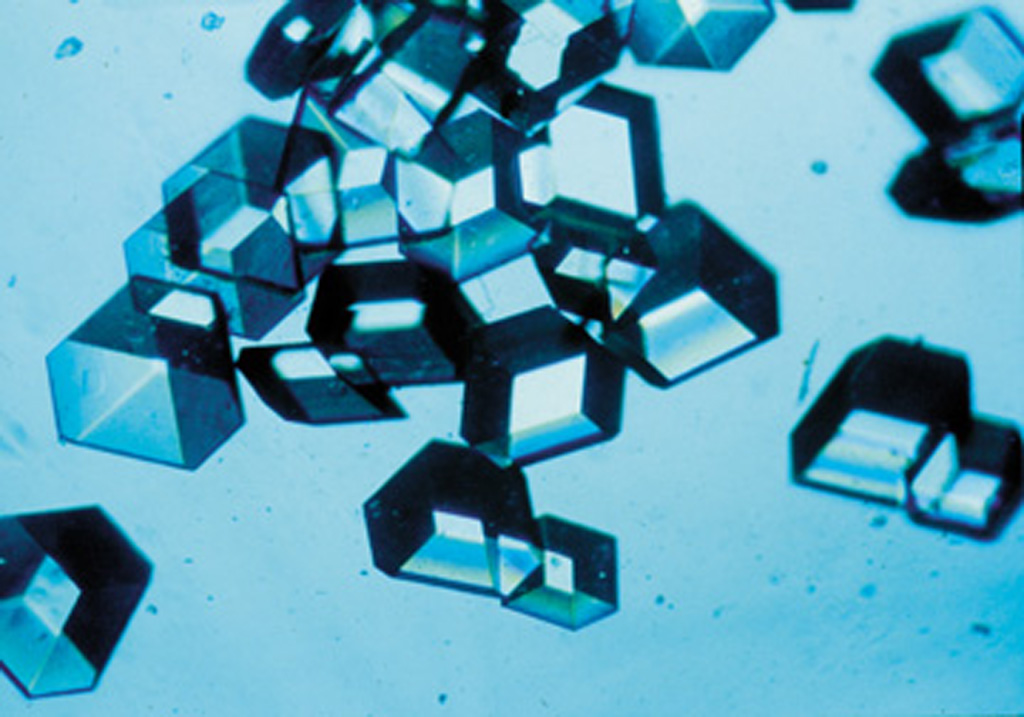
Cristalls d'insulina.

Els biotecnòlegs són professionals que exerceixen la biotecnologia. Es considera que tenen els coneixements interdisciplinaris necessaris per dur a terme un procés industrial biotecnològic que els permeti generar béns i serveis fent ús de la química dels éssers vius.

## Tècniques d'enginyeria genètica o d'ADN recombinant
Aquestes tècniques permeten manipular i modificar el genoma dels organismes. Diem que un ADN és recombinant quan conté fragments d'ADN de diferent procedència. Existeixen una sèrie de ferramentes que en permeten modificar l'ADN, com són els enzims de restricció i les ligases.
L'ADN pot ser tallat en fragments mitjançant els enzims de restricció. Aquests enzims reconeixen seqüències específiques i tallen pels llocs concrets. A més els fragments resultants són cohesius. Els enzims que son ADN ligases ajunten els fragments d'ADN. Els vectors gènics porten l'ADN recombinant des d'una cèl·lula donada a una receptora. Hi ha de dos tipus:
- Plasmidis: són molècules circulars que s'auto-repliquen, s'introdueixen dins de bacteris per un procés anomenat transformació.
- Virus bacteriòfags: Infecten les cèl·lules i introdueixen l'ADN recombinant.

Probablement el primer que va usar aquest terme va ser Karl Ereky, enginyer hongarès el 1919.
Una secció de la biotecnologia és l'ús directe d'organismes per a la producció de productes orgànics (alguns exemples són la cervesa, els productes làctics). Actualment els bacteris són emprats en la indústria minera en la biolixivació. La biotecnologia també és emprada per al reciclatge, tractament de residus, netejar les zones contaminades per activitats industrials (bioremediació), i per produir armament biològic.
Hi ha també aplicacions de la biotecnologia que no empra organismes vius. Els xips d'ADN fets servir en les anàlisis genètiques en són un exemple. Hi ha moltíssimes produccions que es fan amb només la reacció dels enzims dels microorganismes.
La biotecnologia moderna està sovint associada amb l'ús dels microorganismes genèticament modificats com E. coli o el llevat Saccharomyces cerevisiae per a la producció de substàncies com la insulina o els antibiòtics. També es pot referir als animals transgènics o plantes transgèniques, com el moresc. Cèl·lules animals modificades com les de l'ovari de l'Hàmster xinès (CHO) entre moltíssimes altres són altament emprades per als assajos de les indústries farmacèutiques. Actualment obre expectatives l'ús de les plantes com a bioreactors barats.
La biotecnologia també està comunament associada amb la recerca de noves teràpies i dispositius de diagnòstic.

## Camps de la biotecnologia
La biotecnologia té aplicacions en quatre àrees industrials principals: salut, producció de plantes i agricultura, usos no alimentaris de plantes i altres productes (per exemple: plàstic biodegradable, oli vegetal, biocombustible, etc.), i utilitzacions medioambientals.

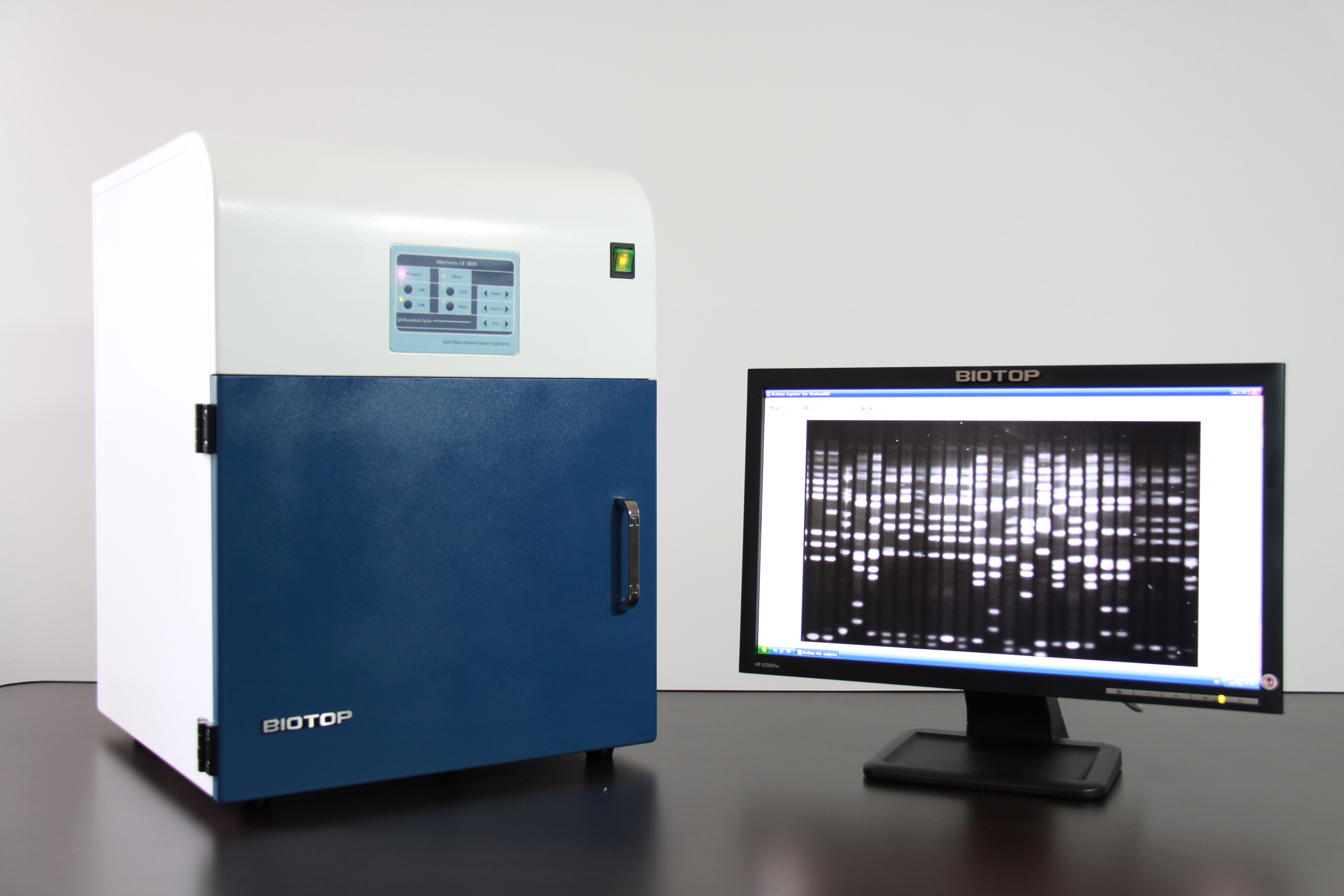
A Gel Documentation System with computer monitor

Per exemple, una aplicació de la biotecnologia és la utilització directa d'organismes per a la manufactura de productes orgànics, com la cervesa o la llet. Un altre exemple és la utilització de bacteris a la mineria com en el cas de la biolixiviació. La biotecnologia també té aplicacions en el reciclatge, el tractament dels residus, la neteja de la contaminació originada per les activitats industrials (bioremediació), i també pot produir armes biològiques.
Hi ha un bon nombre de termes d'argot per als de subcamps de la biotecnologia. A més, hi ha diversos termes puntuals atribuïts al seu estudi (biotecnologia animal, biotecnologia vegetal, biotecnologia microbiològica...).
- Biotecnologia vermella: Biotecnologia aplicada als processos mèdics, per exemple en el camp de la medicina personalitzada. Alguns exemples són el dissenys de microorganismes dedicats a produir antibiòtics i el disseny de cures genètiques per a malalties a través de la teràpia gènica o cel·lular.
- Biotecnologia blanca: També coneguda com a biotecnologia grisa o biotecnologia industrial és la biotecnologia aplicada als processos industrials. Un exemple és el disseny d'un organisme per produir un compost químic. Un altre exemple és la utilització d'enzims com a catalitzador industrial tant per produir productes químics preuats o per destruir productes perillosos o contaminants. La biotecnologia blanca tendeix a consumir menys en recursos que els processos tradicionals quan és emprada per a produir béns industrials.
- Biotecnologia verda: És la biotecnologia aplicada als processos agrícoles. Un exemple seria la selecció i domesticació de plantes a través de la micropropagació. Un altre exemple és el disseny d'un organisme transgènic per créixer sota condicions mediambientals específiques o en presència (o absència) de certes substàncies químiques. Actualment, hi ha molt de debat al voltant de plantes transgèniques concretes relacionades amb aquest camp.
- Bioinformàtica: És un camp interdisciplinari que prova de resoldre problemes biològics mitjançant tècniques computacionals fent possible una ràpida organització i anàlisi de les dades biològiques. Aquest camp també pot rebre el nom de biologia computacional, i que pot ser definida com la conceptualització de la biologia en termes de molècules i l'aplicació de tècniques informàtiques per entendre i organitzar a gran escala la informació associada amb aquestes molècules.[1] La bioinformàtica té un paper clau en diverses àrees de l'anàlisi de genomes com la genòmica funcional, la genòmica estructural o la proteòmica.
- Bioenginyeria: L'enginyeria biològica o bioenginyeria és una branca de l'enginyeria que se centra en la biotecnologia i en les ciències biològiques. Inclou diferents disciplines, com l'enginyeria bioquímica, l'enginyeria biomèdica, l'enginyeria de processos biològics, l'enginyeria de biosistemes, etc. Es tracta d'un enfocament integrat dels fonaments de les ciències biològiques i els principis tradicionals de l'enginyeria. Els bioenginyers sovint treballen escalant processos biològics de laboratori a escales de producció industrial. D'altra banda, sovint atenen problemes de gestió, econòmics i jurídics. Com que les patents i els sistemes de regulació (per exemple, la FDA als EUA) són qüestions de vital importància per a les empreses de biotecnologia, els bioengenieros sovint han de tenir els coneixements relacionats amb aquests temes. Hi ha un creixent nombre d'empreses de biotecnologia i moltes universitats d'arreu del món proporcionen programes en bioenginyeria i biotecnologia de forma independent.
- Bioremediació i biodegradació: La bioremediació és el procés pel qual són utilitzats microorganismes per netejar un lloc contaminat. Els processos biològics tenen un paper important en l'eliminació de contaminants i la biotecnologia aprofita la versatilitat catabolisme dels microorganismes per degradar i convertir aquests compostos. En l'àmbit de la microbiologia ambiental, els estudis basats en el genoma obren nous camps de recerca in silico, que amplien el panorama de les xarxes metabòliques i la seva regulació, així com pistes sobre les vies moleculars dels processos de degradació i les estratègies d'adaptació a les canviants condicions ambientals. Els enfocaments de genòmica funcional i metagenòmiques augmenten la comprensió de les diferents vies de regulació i de les xarxes de flux del carboni en ambients no habituals i per compostos particulars, que sens dubte accelerar el desenvolupament de tecnologies de bioremediació i els processos de biotransformació.[2] Els entorns marins són especialment vulnerables, ja que els vessaments de petroli en regions costaneres i en mar obert són difícils de contenir i els seus danys difícils de mitigar. A més de la contaminació a través de les activitats humanes, milions de tones de petroli entren en el medi ambient marí a través de filtracions naturals. Tot i la toxicitat, una considerable fracció del petroli que entra en els sistemes marins s'elimina per l'activitat de degradació d'hidrocarburs duta a terme per comunitats microbianes, en particular, per les anomenades bacteris hidrocarbonoclàstiques (HCB).[3] A més diversos microorganismes com Pseudomonas, Flavobacterium, Arthrobacter i Azotobacter poden ser utilitzats per degradar petroli.[4] El vessament del vaixell petrolier Exxon Valdez a Alaska el 1989 va ser el primer cas en què es va utilitzar bioremediació a gran escala de manera reeixida, estimulant la població bacteriana suplementant nitrogen i fòsfor que eren els limitants del medi.[5]
- El terme biotecnologia blava ha estat també emprat per descriure les aplicacions marines i aquàtiques de la biotecnologia, però el seu ús és relativament estrany.
- A la inversió i la despesa econòmica en tots aquests tipus d'aplicacions de la biotecnologia li ha estat aplicat el terme de bioeconomia.

## Usos

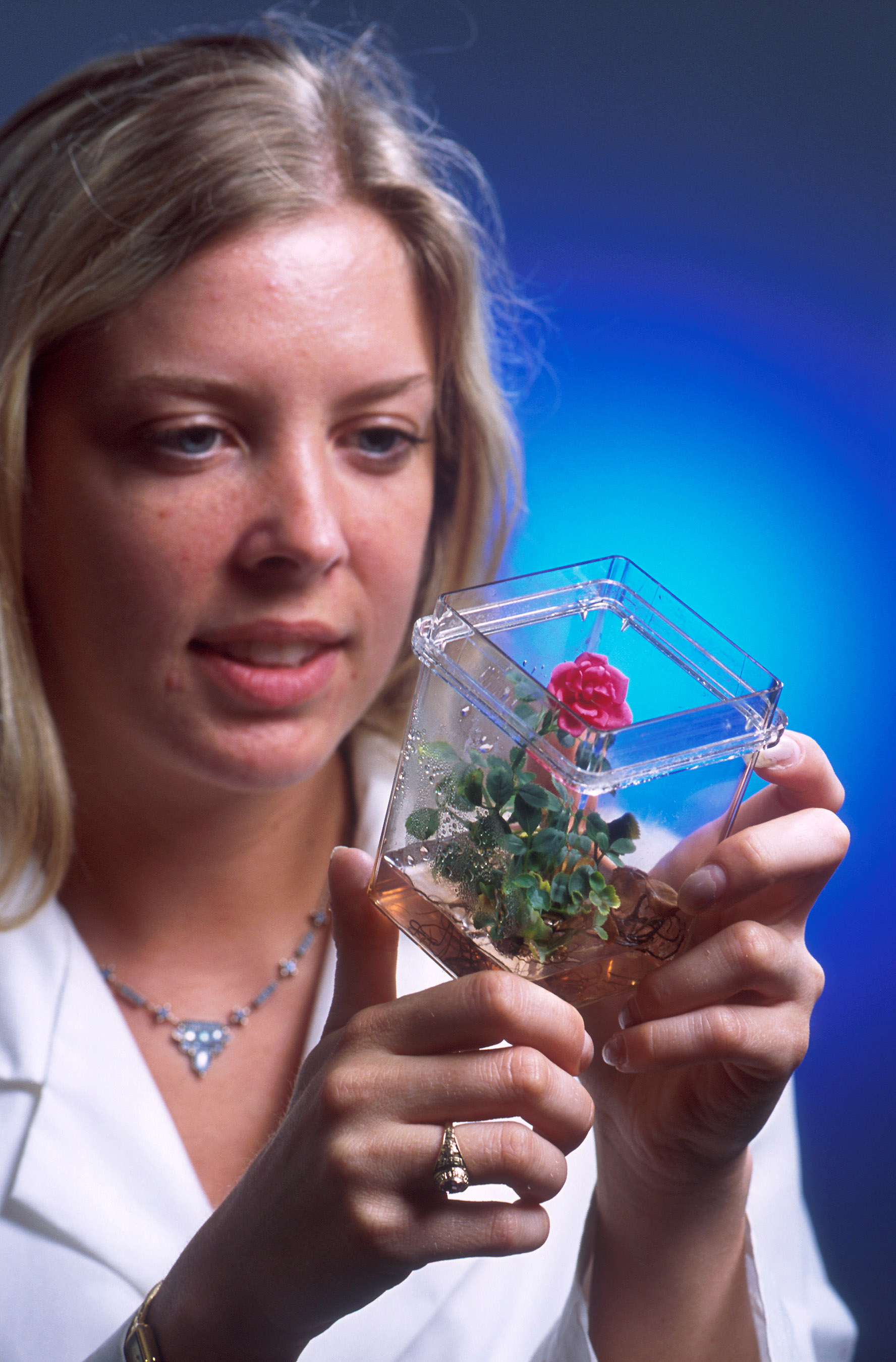
Aquesta rosa començà com un grup de cèl·lules que creixien en un cultiu de teixit.

La biotecnologia té usos en quatre grans àrees industrials, incloent-hi la medicina, l'agricultura, l'ús no alimentari de cultius i altres productes (com ara plàstics biodegradables, olis vegetals o biocombustibles), i un ús ambiental.
Per exemple, una aplicació de la biotecnologia és l'ús dirigit d'organismes per manufacturar productes orgànics (com per exemple cervesa o productes lactis). Un altre exemple són els bacteris naturalment presents utilitzats per la indústria minera en la biolixiviació. La biotecnologia també es fa servir per reciclar, tractar residus, netejar llocs contaminats per activitats industrials (bioremediació) o per produir armes biològiques. Hi ha cinc usos: la producció de substàncies terapèutiques, eliminació de metalls pesants, bioremediació, producció d'energia i producció d'aliments.

## Avantatges i riscos
S'han de diferenciar els avantatges i riscos que es prediquen des d'estudis fets per les corporacions que controlen aquest mercat, o pagats per aquest lobby; i els estudis que es troben lligats a institucions més independents, normalment afins a l'ecologisme.

### Avantatges
Segons el lobby Biotecnològic
- Rendiment superior. Mitjançant els OGM el rendiment dels cultius augmenta, donant més aliment per menys recursos, disminuint les collites perdudes per malaltia o plagues així com per factors ambientals.[6] Segons dades de Monsanto-Bayer, la productivitat de la soja transgènica augmenta un 10%.[7]
- Reducció de pesticides. Cada vegada que un OGM és modificat per resistir una determinada plaga està contribuint a reduir l'ús dels plaguicides associats a la mateixa que solen ser causants de grans danys ambientals i a la salut.[8]
- Millora en la nutrició. Es pot arribar a introduir vitamines[9] i proteïnes addicionals en aliments així com reduir els al·lergens i toxines naturals. També es pot intentar conrear en condicions extremes el que auxiliaria als països que tenen menys disposició d'aliments.
- Millora en el desenvolupament de nous materials.[10]

Segons estudis independents
- Rendiment menor. S'han realitzat proves de producció que no avalen la predicció feta per la indústria biotecnològica. Estudis elaborats per investigadors independents afirmen que la productivitat disminueix entre el 4 i el 10% respecte als no modificats genèticament.[7]
- No hi ha una reducció en la utilització de biocides, però una modificació del genoma de les plantes per a fer-les resistents a un tipus específic de biocida. És reconegut el paper del glifosat, principi actiu del producte RoundUp que es presenta compatible amb les varietats de soies RoundUp Ready, tot aquest lot de productes és comercialitzat per la corporació Monsanto-Bayer.
- La mal anomenada millora de nutrició és una eina desesperada de màrqueting, que es veu invalidada davant l'evidència de la destrucció massiva de varietats autòctones arreu del món, en la qual la Revolució Verda n'és el major exponent d'aquesta destrucció d'ecosistemes i varietats. Com s'exposa a una de les publicacions del grup internacional de recerca GRAIN:

| « | (...)los mitos de la “Revolución Verde”, generó la creencia de que el agronegocio, los transgénicos y el uso masivo de agroquímicos iban a resolver los problemas de la crisis alimentaria mundial. Por el contrario, cada vez está más claro el aporte de la agricultura campesina frente al desafío del hambre de los pueblos, y también el papel de las mujeres en el sostén y reproducción de la misma. | » |

### Riscos
L'aplicació de la biotecnologia presenta riscos que es poden classificar en dues categories relacionades: els efectes sobre la salut de les persones; i els efectes sobre el medi. A més, la qüestió ètica ha estat sistemàticament marginada a dins aquest camp de recerca, en el qual apareixen fortes veus dissidents.

#### Riscos pel medi ambient
Entre els riscos per al medi ambient cal assenyalar la possibilitat de la pol·linització creuada, per mitjà de la qual el pol·len dels cultius genèticament modificats (GM) es difon a cultius no GM en camps propers, pel que poden dispersar certes característiques com resistència als herbicides de plantes GM a aquelles que no són GM. Això que podria donar lloc, per exemple, al desenvolupament de mala herba més agressiva o de parents silvestres amb major resistència a les malalties o als estressos abiòtics, trastornant l'equilibri de l'ecosistema.
Altres riscos ecològics sorgeixen del gran ús de cultius modificats genèticament amb gens que produeixen toxines insecticides, com el gen de Bacillus thuringiensis. Això pot fer que es desenvolupi una resistència al gen en poblacions d'insectes exposades a cultius GM. També hi pot haver risc per a espècies que no són l'objectiu, com aus i papallones, per plantes amb gens insecticides.
També es pot perdre biodiversitat, per exemple, a conseqüència del desplaçament de cultius tradicionals per un petit nombre de cultius modificats genèticament.

#### Riscos per a la salut
Hi ha riscos de transferir toxines d'una forma de vida a una altra, de crear noves toxines o de transferir compostos al·lergènics d'una espècie a una altra, el que podria donar lloc a reaccions al·lèrgiques imprevistes.
Hi ha el risc que bacteris i virus modificats s'escapin dels laboratoris d'alta seguretat i infectin a la població humana o animal.
Els agents biològics es classifiquen, en funció del risc d'infecció, en quatre grups:
- Agent biològic del grup 1: Aquell que resulta poc probable que causi una malaltia en l'home.
- Agent biològic del grup 2: Aquell que pot causar una malaltia en l'home i pot suposar un perill per als treballadors, sent poc probable que es propagui a la col·lectivitat i existint generalment profilaxi o tractament eficaç.
- Agent biològic del grup 3: Aquell que pot causar una malaltia greu en l'home i presenta un seriós perill per als treballadors, amb risc que es propagui a la col·lectivitat i existint generalment una profilaxi o tractament eficaç.
- Agent biològic del grup 4: Aquell que causant una malaltia greu en l'home suposa un seriós perill per als treballadors, amb moltes probabilitats que es propagui a la col·lectivitat i sense que existeixi generalment una profilaxi o un tractament eficaç.

### Preocupacions ètiques i socials
Els avenços en genètica i el desenvolupament del Projecte Genoma Humà, en conjunció amb les tecnologies reproductives, han suscitat preocupacions de caràcter ètic sobre les quals encara no hi ha consens.
- Reproducció assistida de l'ésser humà. Estatut ètic de l'embrió i del fetus. Dret individual a procrear.
- Sondeigs genètics i les seves possibles aplicacions discriminatòries: drets a la intimitat genètica ja no saber predisposicions a malalties incurables.
- Modificació del genoma humà per "millorar" la naturalesa humana.
- Clonació i el concepte de singularitat individual davant el dret a no ser producte del disseny d'altres.
- Qüestions derivades del mercantilisme de la vida (p. ex., Patents biotecnològiques) i la possibilitat que corporacions patenten la vida d'éssers humans, és a dir, que les empreses desenvolupadores, siguin "propietàries" de persones a qui s'hagin reproduït mitjançant l'ús de la biotecnologia.[18]

Reconeixent que els problemes ètics suscitats pels ràpids avenços de la ciència i de les seves aplicacions tecnològiques s'han d'examinar tenint en compte no només el respecte a causa de la dignitat humana, sinó també l'observança dels drets humans, la Conferència General de la UNESCO va aprovar l'octubre de 2005 la Declaració Universal sobre Bioètica i Drets Humans. En aquesta línia parlen científics reconeguts en biotecnologia:
| « | Fins ara, els organismes vivents han evolucionat molt lentament i les noves formes han tingut prou temps per a establir-se. Avui proteïnes senceres es traspassen de la nit al dia per a associacions totalment noves, amb conseqüències que ningú no pot preveure, sigui per a l'organisme hoste o per als seus veïns. Tot això és massa gran i està passant massa ràpid. I el problema central segueix sense ser considerat. Probablement és el problema ètic més gran a què s'enfronta la ciència. La nostra moralitat fins ara ha estat prosseguir sense cap restricció per a aprendre tot el que puguem sobre la natura. Reestructurar la natura no era part del tracte. Però prosseguir en aquesta direcció no tan sols és imprudent, sinó perillós. (Dr. George Wald, Professor Emèrit en Biologia de la Universitat Harvard i Premi Nobel en medicina). | » |

## Implicació en l'acaparament de terres
La biotecnologia s'ha desenvolupat des dels centres d'investigació per interès de les grans indústries de la salut i farmàcia (el primer bacteri modificat genèticament fou per tractar la diabetis); així com de la indústria energètica del petroli, que a més va promoure que es patentés el primer organisme viu modificat genèticament, a partir d'una modificació parcial del seu genoma, obrint les portes a la carrera per a les patents en éssers vius, que ha afectat greument a països amb legislacions laxes i institucions corruptes, com a l'Índia, en paraules de Vandana Shiva. Fent palesa aquesta implicació de les indústries més importants com la energètica (del petroli), financera, biotecnològica, agroalimentària i farmacèutica (la recent fusió entre Montsanto i Bayer n'és un bon exemple), es pot parlar de la problemàtica ambiental i social que presenta l'acaparament de terres a gran escala per part de fons d'inversió, que cerquen fer diners "make money" com es presenta un d'aquests fons NCH Capital Inc en un vídeo promocional, que està agregant parcel·les a Ucraïna i Rússia, des del 1993.
També en son un exemple les polítiques de "desenvolupament" promogudes per organitzacions lliberals com el Banc Mundial a l'Àfrica. A través d'aquestes mesures aplicades juntament amb els estats, certs agents econòmics s'apropien de grans extensions de terra, apliquen models agrícoles industrials que utilitzen Organismes Modificats Genèticament, i les famílies que hi vivien i hi treballaven resulten expulsades, fent créixer els cinturons de barris misèria, o barris de barraques. Un fenomen, el de les ciutats de barraques, que és ben explicat al treball de Mike Davis Planet of Slums.

## Història

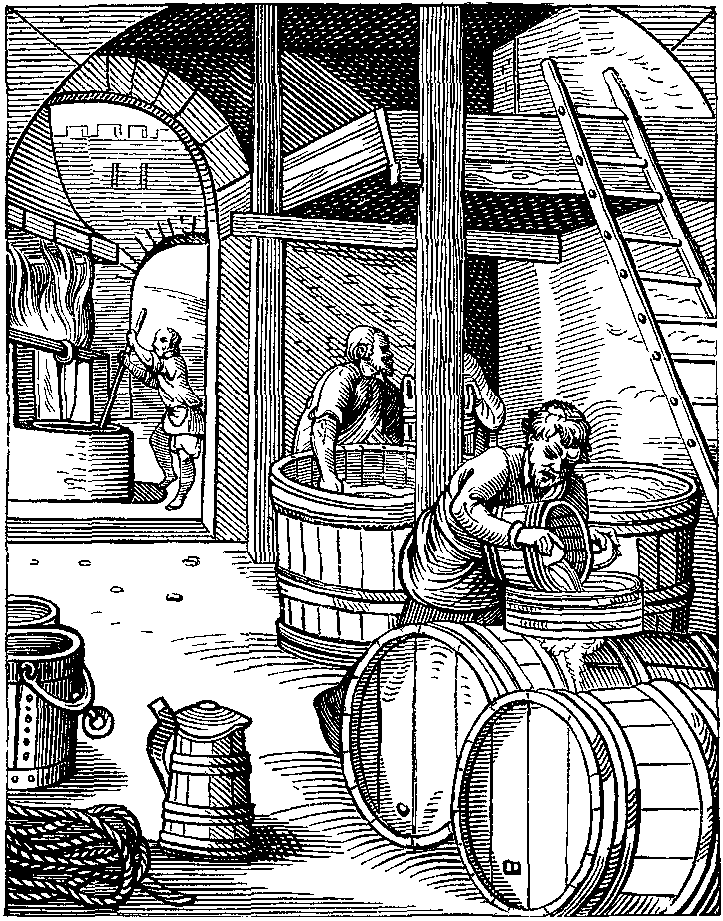
L'elaboració de la cervesa, va ser una aplicació anticipada de la biotecnologia

La biotecnologia no es limita a les aplicacions mèdiques i de salut (a diferència de l'Enginyeria Biomèdica, que inclou la major part de la biotecnologia). Encara que normalment no s'identifica amb la biotecnologia, l'agricultura clarament encaixa en la definició de "utilitzar sistemes biotecnològics per fabricar productes" de tal manera que el cultiu de plantes pot ser vist com la primera empresa biotecnològica. S'ha teoritzat que l'agricultura s'ha convertit en la forma dominant de producció d'aliments des de la Revolució Neolítica. Els processos i mètodes de l'agricultura han estat refinats per altres ciències mecàniques i biològiques des de la seva creació. A través de la biotecnologia primerenca, els agricultors van ser capaços de seleccionar les millors collites, amb els rendiments més alts, per produir aliments suficients per mantenir una població en creixement. Altres usos de la biotecnologia es varen requerir perquè cultius i camps esdevinguessin cada vegada més gran i difícil de mantenir. Organismes específics i específics per producte s'han utilitzat per fertilitzar, fixació del nitrogen, i control de les plagues. A través de l'ús de l'agricultura, els agricultors han alterat inadvertidament la genètica dels seus cultius mitjançant la introducció a nous entorns i alimentant amb altres plantes, una de les primeres formes de la biotecnologia. Algunes cultures com les de Mesopotàmia, Egipte i l'Índia varen desenvolupar el procés d'elaboració de la cervesa. Es realitza amb el mateix mètode bàsic de la utilització de grans maltes (que conté enzims) per convertir el midó dels grans en sucre i després afegint llevats específics per produir cervesa. En aquest procés els carbohidrats en els grans es descomponen en alcohols, com ara etanol. Més tard, altres cultures van produir el procés de la fermentació làctica, que permet la fermentació i la conservació d'altres formes d'alimentació. La fermentació s'utilitza també en aquesta època per produir pa amb llevat. Encara que el procés de fermentació no va ser entès del tot fins que el treball de Pasteur el 1857, segueix sent el primer ús de la biotecnologia per convertir una font d'aliment en una altra forma.
Durant milers d'anys, els éssers humans han utilitzat mètodes de selecció per millorar la producció de cultius i bestiar per usar-los com a aliment. A la cria selectiva, els organismes amb característiques desitjables s'acoblen per produir descendència amb les mateixes característiques. Per exemple, aquesta tècnica es va utilitzar amb el blat de moro per produir els cultius més grans i un aliment més dolç.
Al començament del segle XX els científics van obtenir un major enteniment de la microbiologia i varen explorar formes de fabricar productes específics. El 1917, Chaim Weizmann va utilitzar per primera vegada una cultura microbiològica pura en un procés industrial, el de la fabricació de midó de blat de moro amb Clostridium acetobutylicum, per produir acetona, que el Regne Unit necessitava desesperadament per a la fabricació d'explosius a la Primera Guerra Mundial.
La biotecnologia també ha conduït al desenvolupament dels antibiòtics. El 1928, Alexander Fleming va descobrir la soca del Penicillium. El seu treball va conduir a la purificació de l'antibiòtic per Howard Florey, Ernst Boris Chain i Norman Heatley obtenint la penicil·lina. El 1940, la penicil·lina va arribar a estar disponible per a ús medicinal per tractar infeccions bacterianes en humans.
El camp de la biotecnologia moderna es pensa que en gran manera va començar el 16 de juny de 1980, quan la Cort Suprema dels Estats Units va dictaminar que un microorganisme genèticament modificat podia ser patentat en el cas de Diamond contra Chakrabarty. Ananda Chakrabarty d'origen indi, que treballava per General Electric, havia desenvolupat un bacteri (derivat del gènere Pseudomonas) capaços de degradar petroli cru, que es proposa utilitzar en el tractament dels vessaments de petroli.
El que avui es coneix com enginyeria genètica o ADN recombinant, va ser part de la troballa el 1970 fet per Hamilton Smith i Daniel Nathans de l'enzim (restrictasa) capaç de reconèixer i tallar l'ADN en seqüències específiques, troballa que els va valer el Premi Nobel de fisiologia i medicina, compartit amb Werner Arber, el 1978. Aquest descobriment (conseqüència d'una troballa accidental - Serendípia) va donar origen al desenvolupament del que avui es coneix com Enginyeria genètica o Biotecnologia, que permet clonar qualsevol gen en un virus, microorganisme, cèl·lula de planta o d'animal.
Avui en dia, la moderna biotecnologia és sovint associada amb l'ús de microorganismes alterats genèticament com l'Escherichia coli o els llevats per produir substàncies com la insulina o alguns antibiòtics.
El llançament comercial d'insulina recombinat per humans el 1982 va marcar una fita en l'evolució de la biotecnologia moderna.
La biotecnologia troba les seves arrels en la biologia molecular, un camp d'estudis que evoluciona ràpidament en els anys 1970, donant origen a la primera companyia de biotecnologia, Genentech Inc., el 1976.
Des de la dècada de 1970 fins a l'actualitat, la llista de companyies biotecnològiques ha augmentat i ha tingut importants èxits en desenvolupar noves drogues. En l'actualitat existeixen més de 4.000 companyies que es concentren a Europa, Amèrica del Nord i Àsia-Pacífic. La biotecnologia va néixer a Amèrica del Nord a finals dels 70, Europa es va incorporar al seu desenvolupament en els anys 1990.
Tradicionalment les empreses biotecnològiques han hagut d'associar-se amb farmacèutiques per obtenir fons de finançament, credibilitat i posició estratègica. No obstant això, en els darrers anys s'ha intensificat la recerca del seu propi rumb. Una prova d'això és l'augment d'associacions entre empreses biotecnològiques excedint al nombre d'associacions entre empreses biotecnològiques amb empreses farmacèutiques.

### Identificant la doble hèlix
A mitjans de març de l'any 1953, Watson i Crick van deduir l'estructura de doble hèlix del ADN. Crucials pel seu descobriment van ser les dades experimentals recopilades en el King's College de Londres, principalment per Rosalind Franklin per als quals no van proporcionar la atribució adequada. Sir Lawrence Bragg, director del Laboratori Cavendish (on treballaven Watson y Crick), va fer l'anunci original del descobriment en una conferència de Solvay sobre proteïnes a Bèlgica el 8 d'abril de 1953; no va ser informat per la premsa. Watson y Crick van presentar un article titulat "Estructura molecular dels àcids nucleics: una estructura per l'àcid nucleic desoxirribosa "per la revista científica Nature, que es va publicar el 25 d'abril de 1953. Bragg va fer una xerrada a la Facultat de Medicina del Guy's Hospital de Londres el dijous 14 de maig de 1953, que va resultar en un article del 15 de maig de 1953 de Ritchie Calder en el diari de Londres News Chronicle, titulat "Why You Are You". Més proper al secret de la vida ".
Sydney Brenner, Jack Dunitz, Dorothy Hodgkin, Leslie Orgel i Beryl M. Oughton van ser algunes de les primeres persones a l'abril de 1953 en veure el model de l'estructura del ADN, construït per Crick i Watson; en aquell moment, treballaven en el Departament de Química de la Universitat d'Oxford. Tots van resultar impressionants amb el nou model d'ADN, especialment Brenner, qui posteriorment va treballar amb Crick a Cambridge en el Laboratori Cavendish el nou Laboratori de Biologia Molecular. Segons Beryl Oughton, més tard Rimmer, tots van viatjar junts en dos cotxes un cop que Dorothy Hodgkin els va anunciar que s'anaven a Cambridge per a veure el model de l'estructura de l'ADN.
El diari estudiantil de la Universitat de Cambridge, Varsity, també va publicar el seu propi article breu sobre el descobriment el dissabte 30 de maig de 1953. Posteriorment, Watson va presentar un article sobre l'estructura de doble hèlix de l'ADN en el 18 ° Simposi sobre el virus de Cold Spring Harbor a principis de juny de 1953. Sis setmanes després de la publicació de l'article de Watson i Crick a Nature. Moltes persones a la reunió encara no s'havien assabentat del descobriment. El Simposi de Cold Spring Harbor de 1953 va ser la primera oportunitat per a que molts veiessin el model de la doble hèlix de l'ADN.
L'assoliment de Watson es mostra en el monument del Museu Americà de Historia Natural en la ciutat de Nueva York. Com que el monument commemora només als llorejats estadounidencs, no es tenen en compte Francis Crick i Maurice Wilkins.
Watson, Crick i Wilkins van rebre el Premi Nobel de Fisiologia o Medicina el 1962 per llur investigació sobre l'estructura dels àcids nucleics. Rosalind Franklin havia mort al 1958 i, per tant, no era elegible per a la nominació.
La publicació de la estructura de doble hèlix del ADN s'ha descrit com un punt d'inflexió en la ciència; la comprensió de la vida va canviar fonamentalment i va començar l'era moderna de la biologia.
Interaccions amb Rosalind Franklin i Raymond Gosling, i utilització de les seves dades d'ADN
L'ús de Watson i Crick de les dades de difracció de raigs X d'ADN recopilats per Rosalind Franklin i el seu alumne Raymond Gosling no estaba autoritzada. Els patrons de difracció de raigs X d'ADN d'alta calitat de Franklin foren informació privilegiada inédita agafada sense permis d'un científic que treballava en el mateix tema en un altre laboratori. Watson i Crick van utilitzar algunes de les dades no publicades de Franklin, sense el seu consentiment, quan van construir el model d'ADN de doble hélice. Els resultats de Franklin van donar estimacions del contingut de l'aigua dels cristalls d'ADN i aquests resultats van ser consistents amb les dues cadenes principals de sucre i fosfat que es trobin a l'exterior de la molécula. Franklin els va dir Crick i Watson que la columna vertebral havia d'estar a l'exterior; abans d'això, Linus Pauling i Watson i Crick tenien models equivocats amb les cadenes dins i les bases apuntant cap a fora. La seva identificació del grup espacial per als cristalls d'ADN la va revelar a Crick que les dues cadenes d'ADN eren anti-paral·leles .
Les imatges de difracció de raigs X recopilades per Gosling i Franklin proporcionen la major evidència de la natura helicoidal de l'ADN. Watson i Crick tenien tres fonts per a les dades no publicades de Franklin.
Una revisió de la correspondencia de Franklin a Watson, en els arxius de CSHL, va revelar que els dos cientìfics van intercambiar cartes més tard, es tracta de correspondencia científica constructiva. Franklin va consultar a Watson sobre la seva investigació del ARN del virus del mosaic del tabac. Les cartes de Franklin estan emmarcades amb les formes de direcció normals i sense dificultats, començant amb "Estimat Jim" i acabant amb "Els meus millors desitjos, Rosalind". Cada un dels científics va publicar les seves pròpies contribucions úniques al descobriment de l'estructura de l'ADN en articles separats,i tots els col·laboradors van publicar els seus descobriments en el mateix volum de Nature. Aquests articles clàssics de biología molecular s'identifica com: Watson JD i Crick FHC "A Structure for Deoxyribose Nucleic Acid" Nature 171, 737-738 (1953);Wilkins MHF, Stokes AR & Wilson, HR "Estructura molecular d'àcids nucleics desoxipentosa" Nature 171, 738-740 (1953); Franklin R. i Gosling RG "Configuració molecular en timonucleat de sodi" Nature 171, 740-741 (1953).

### Principals fites
- Edat del bronze - babilonis i egipcis milloren les races de cereals per selecció artificial. També es comença a crear cervesa, vi i pa.
- 4000 aC - els xinesos comencen a produir productes semblants al formatge i el iogurt
- 1683 - Anton van Leeuwenhoek descobreix els microorganismes
- 1796 - Edward Jenner crea la primera vacuna
- 1856 - Gregor Mendel descobreix les lleis de l'herència
- 1885 - Louis Pasteur cultiva bacteris amb la finalitat de fer-los servir per a vacunes. També refuta la teoria de l'generació espontània i demostra la importància dels inòculs en els processos biotecnològics fermentatius.
- 1919 - Karl Ereky, un enginyer hongarès fa servir el terme biotecnologia
- 1953 - James D. Watson i Francis Crick descriuen l'estructura de l'ADN
- 1975 - Kohler i Milstein desenvolupen el mètode de producció d'anticossos monoclonals
- 1980 - ús d'una soca recombinant d'E coli per a la producció d'insulina
- 1992 - La Food Drug Administration (FDA), una institució pública nord-americana, aprova els aliments transgènics produïts per Calgene. És la primera vegada que s'autoritzen aliments transgènics als Estats Units
- 2000 - Primer esborrany del genoma humà
- 2004 - L'ONU i El Govern Xilè organitzen el Primer Fòrum Global de Biotecnologia, a la Ciutat de Concepció, Xile. (2 al 5 de març).

## Personatges influents en la Biotecnologia
- Gregor Mendel - Va descriure les lleis de Mendel, que regeixen l'herència genètica.
- Louis Pasteur - Va realitzar descobriments importants en el camp de les ciències naturals, principalment en química i microbiologia - descriure científicament el procés de la pasteurització i la impossibilitat de la generació espontània i va desenvolupar diverses vacunes, com la de la ràbia.
- James Watson i Francis Crick - Descobridors de l'estructura de l'ADN.
- George Beadle i Edward Tatum - Descobridors que els raigs X produïen mutacions en floridures i després de diversos experiments van arribar a la hipòtesi "un gen, un enzim".

## Estudis universitaris
Fins fa uns anys, la biotecnologia era una branca especial de la biologia i l'enginyeria química, però actualment, hi ha estudis específics en aquest camp. La UAB va ser pionera en la implantació dels estudis de Biotecnologia a Espanya. En el cas d'Espanya, el pla d'estudis inclou assignatures com ara:
| - Bioquímica (enginyeria bioquímica) - Bioreactors - Estadística - Química general - Química orgànica - Termodinàmica i cinètica química - Matemàtiques - Física dels processos biològics - Tècniques instrumentals (bàsiques i avançades) - Informàtica - Bioinformàtica - Genètica | - Fisiologia animal - Fisiologia Vegetal - Microbiologia - Biotecnologia microbiana o Microbiologia Industrial - Genètica molecular (enginyeria genètica molecular) - Aspectes legals i socials de la biotecnologia - Cultius cel·lulars - Immunologia - Proteòmica - Virologia - Enzimologia - Biologia molecular |

A Catalunya es pot accedir a aquesta titulació mitjançant una llicenciatura de dos cicles que duren dos anys cadascun (reial decret 1285/2002). A la resta d'Europa amb el Pla de Bolonya s'estudia durant 5 anys els tres primers dels quals són troncals i els altres dos són d'especialització cap a camps com la tecnologia dels aliments, biotecnologia mèdica o veterinària.

### Matèries troncals
A Catalunya, els estudis han d'incloure les àrees de coneixement de biologia cel·lular, bioquímica, fisiologia animal, fisiologia vegetal, fonaments de física, fonaments d'enginyeria bioquímica, fonaments de matemàtiques, fonaments de química, genètica, genètica molecular, informàtica, microbiologia, tècniques instrumentals bàsiques, termodinàmica i cinètica química, aspectes legals i socials de la biotecnologia, bioinformàtica, bioreactors, cultius cel·lulars, fonaments de separació i purificació, mètodes numèrics, enginyeria genètica molecular, immunologia, processos i productes biotecnològics, proteòmica, genòmica, interactòmica, química i enginyeria de proteïnes, tècniques instrumentals avançades i virologia.

### Universitats catalanes amb la llicenciatura en biotecnologia
- Universitat Autònoma de Barcelona
- Universitat de Barcelona
- Universitat de Vic
- Universitat Rovira i Virgili
- Universitat de Lleida
- Universitat de Girona

## Especialitats i sortides
- Agricultura
- Biotecnologia ambiental
- Indústria alimentària
- Indústria farmacèutica
- Indústria química
- Mineria
- Recerca mèdica

## Firmes biotecnològiques
Les 10 companyies biotecnològiques amb més de capital segons dades del 2003:
1. Amgen
2. Genentech
3. Serono
4. Biogen Idec
5. Chiron Corporation
6. Genzyme
7. MedImmune
8. Pfizer
9. Millennium Pharmaceuticals
10. Applied Biosystems